# Предпосылки Гражданской войны в США
Главной причиной гражданской войны в США являлось не только одно рабство, основные причины конфликта лежали в экономической, политической и культурной сфере.

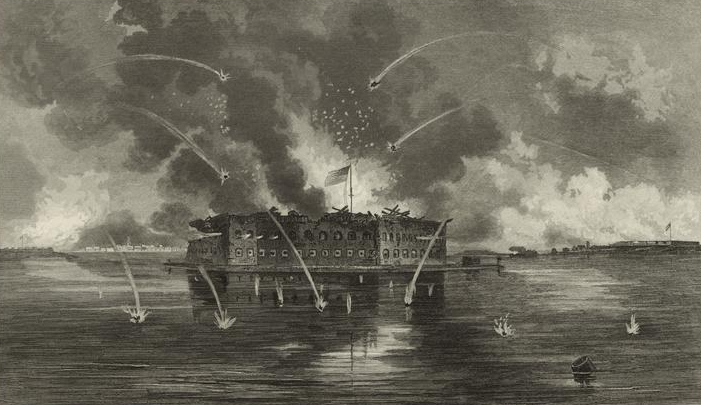
Сражение за форт Самтер — первое в ходе гражданской войны.

Поводом для начала полномасштабной войны стало сражение за форт Самтер и последовавшее за ним отделение семи южных штатов от США, что противоречило конституции, не допускающей выход штатов из союза. Большинство историков согласны в том, что «хотя рабство и его многообразные последствия были основными причинами распада государства, война началась с самого акта распада».
Противоречия вокруг рабства были подняты на поверхность общественной жизни в ходе дискуссий о правах штатов и тарифной политике. Дополнительными факторами, обострявшими отношения между Севером и Югом, были противоречия между политическими партиями, аболиционизм, национализм и местный патриотизм, территориальная экспансия, экономический кризис и модернизация экономики в предвоенный период.
Разделение штатов на северные и южные сложилось ещё в колониальную эпоху. Быстро растущая экономика Северо-востока и Среднего Запада США были основаны на свободном фермерстве, индустриализации, развитии транспортной системы и коммерции. Рабство на Севере было запрещено законами и конституциями штатов. Индустриализация и приток иммигрантов из Европы, преимущественно ирландского, британского и германского происхождения, обусловили ускоренный рост населения этих штатов.
На Юге традиционно доминировали плантаторы-рабовладельцы. Хотя здесь население также росло, темпы его роста были существенно меньше, чем на Севере. Южные города были значительно меньше северных, промышленность оставалась неразвитой. Хотя две трети белого населения рабов не имели, они были преимущественно наёмными работниками у богатых плантаторов, полностью контролировавших экономику и политическую жизнь южных штатов.
Хотя в начале истории США южные штаты обладали большим политическим весом на федеральном уровне, демографические изменения и достаточно широкое избирательное право в конце концов привели к тому, что Юг утратил былое влияние. На президентских выборах 1860 г. северные штаты представили больше голосов, чем южные; их кандидат Авраам Линкольн стал президентом несмотря на провал в десяти южных штатах, что вызвало острое недовольство на Юге.
На Севере недовольство зрело ещё дольше. Здесь рабство осуждали не только как социальное зло, но и как аморальное явление, что в религиозной Америке всегда имело под собой контекст межконфессиональных противоречий, в условиях свободы вероисповедания не имеющих возможности для непосредственного выражения. В интересах единства нации политики на федеральном уровне в течение длительного времени находили компромисс между разногласиями Севера и Юга. Так в 1820 г. был принят Миссурийский компромисс, согласно которому новые штаты принимались в союз попарно, один рабовладельческий, второй «свободный» от рабства. Аналогичный политический компромисс был достигнут в 1850 г. Но такие компромиссы лишь откладывали решение проблемы.
В середине XIX в. прежние политические партии сошли со сцены, уступив место новым. Из них Республиканская партия опиралась на избирателей Севера и добивалась запрещения рабства на всей территории США. Хотя в 1854 г. всё же был заключён новый компромисс в виде закона Канзас-Небраска, который решение вопроса о рабстве оставлял на усмотрение местных выборных органов, на деле он спровоцировал в Канзасе гражданскую войну, ставшую прелюдией к общей войне между Севером и Югом.

## Проблема рабства и отношения между штатами в XVIII — первой половине XIX вв

Рабовладельческие и «свободные» штаты и территории в 1789—1861 гг. Анимация.

Рабство прочно укоренилось на юге ещё в колониальную эпоху. Здесь до 40 % населения состояло из рабов. Когда в конце XVIII в. американцы начали освоение Кентукки и других Юго-западных территорий, каждый шестой из них был рабом. На Севере рабов было меньше, но значительная часть судов, строящихся и принадлежащих купцам северных штатов, предназначалась для работорговли.
Однако и в эту эпоху многие американцы испытывали трудности, пытаясь совместить рабство и работорговлю с христианскими нравственными ценностями, а позже — и принципами Декларации независимости. Пионерами движения аболиционистов в Америке были квакеры Пенсильвании, по примеру которых в 1780-х годах все штаты за исключением Джорджии приняли законодательные акты, ограничивающие работорговлю. Однако в интересах единства нации перед лицом агрессии со стороны Великобритании (где рабовладение к этому времени также было ограничено законом) до полного запрещения рабства в этот период не дошло. В решениях Конституционного собрания вопрос о рабстве был одним из пунктов, «оставляющих минимальную возможность компромисса, в котором мораль крайне жёстко столкнулась с прагматизмом».
В Конституции США слово рабство не упоминается ни разу, но рабовладельцы добились права представлять в Конгрессе своих рабов, не имеющих права голоса, что усилило их позиции. Кроме того, они использовали обязанности федерального правительства по подавлению внутренних беспорядков для борьбы с восстаниями рабов. Работорговля не была запрещена в США ещё в течение двадцати лет, которые южане использовали для дальнейшего укрепления рабовладения и крупных плантаций Юга, массово использовавших рабский труд. Лишь в 1808 г. вслед за Великобританией США приняли акт о запрете работорговли, что у многих американцев породило иллюзии о решении проблемы рабства, и лишь в Новой Англии существовало движение за отмену прав рабовладельцев представлять своих рабов в выборных органах власти. К 1804 г. все северные штаты приняли также и законы о запрете рабства на своей территории. На Северо-западных территориях рабство было формально запрещено ещё в 1787 г., но на Юго-западных территориях такого запрета не было. В результате рабство в США оказалось ограничено и территориально.

Иллюстрация к аболиционистскому роману Гарриет Бичер-Стоу «Хижина дяди Тома»

В 1820 г. между северными и южными штатами был заключён очередной Миссурийский компромисс, согласно которому далее в США новые штаты принимали попарно, один рабовладельческий и один «свободный». В результате к этому времени в США оказалось 11 северных и 11 южных штатов. Таким способом решение проблемы рабства было отложено до 1850-х годов, когда в отношениях между Севером и Югом назрел новый кризис из-за закона Канзас-Небраска. Тем не менее, на Юге политический кризис 1820 г. породил опасения, что сильное федеральное правительство может стать серьёзной угрозой для рабовладения.
В 1820-х годах экономический спад сильнее всего ударил по Южной Каролине. В то время США проводили политику протекционизма и высоких таможенных тарифов, невыгодных для штата, заинтересованного в экспортно-импортных операциях в связи с продажами хлопка на внешнем рынке. В 1828 г. власти штата заявили, что на его территории тарифы нулифицируются как антиконституционные. Тем не менее, в 1832 г. Конгресс вновь принял закон о высоких тарифах. Тогда наиболее радикальная часть его противников призвала к выходу Южной Каролины из состава США. Президент Джексон расценил действия властей штата как государственную измену и послал туда вооружённые силы. Остальные штаты, в том числе южные, не поддержали мятежников, и власти Южной Каролины дрогнули. Вскоре между ними и федеральным правительством был заключён компромисс, который обе стороны преподносили как свою победу. Местные власти указывали на тот факт, что тариф всё же был уменьшен, а федеральное правительство — на то, что отделение штата не было допущено.
Один из видных политических деятелей того времени писал:

Мне кажется, что тарифы — скорее повод, чем реальная причина для нынешнего неудовлетворительного состояния дел. Истину нельзя более скрывать, особое положение южных штатов и то направление, в котором развивается их производство, ставит их в оппозицию к остальной части Союза в отношении налогообложения и прочих вопросов, и опасность этого положения в том, что если не найдётся для них защиты в оформлении прав штатов, то это приведёт в конце концов к восстанию или, если их интересы будут принесены в жертву, к колонизации и иным схемам, которые ввергнут их самих и их детей в полное убожество.Оригинальный текст (англ.)I consider the tariff act as the occasion, rather than the real cause of the present unhappy state of things. The truth can no longer be disguised, that the peculiar domestick [sic] institution of the Southern States and the consequent direction which that and her soil have given to her industry, has placed them in regard to taxation and appropriations in opposite relation to the majority of the Union, against the danger of which, if there be no protective power in the reserved rights of the states they must in the end be forced to rebel, or, submit to have their paramount interests sacrificed, their domestic institutions subordinated by Colonization and other schemes, and themselves and children reduced to wretchedness.

Проблемы тарифной политики держали общество в напряжении до самой Гражданской войны, вновь оказываясь на поверхности политической жизни Юга в 1842, 1857 и 1861 гг.
Победа демократов на выборах 1856 года позволила в 1857 году снизить тарифы до рекордных 17 % (Tariff of 1857). Даже дешёвую одежду для рабов южным штатам стало выгодно закупать в Великобритании. В сентябре 1857 года в Нью-Йорке началась финансовая паника. Волна банкротств и увольнений прокатилась по северным штатам.
Ключевым пунктом программы республиканцев на выборах в 1860 году стало повышение тарифов.
После их победы и выхода демократов южных штатов из сената США 2 марта 1861 года (за два дня до инаугурации Линкольна) средний уровень тарифов был увеличен с 15 до 37,5 %.
В 1831—1836 гг. Уильям Гаррисон и Американское общество противников рабства инициировали кампанию петиций в Конгресс, требующих отмены рабства на территории федерального округа Колумбия и остальных территориях (на западе), управляемых федеральным правительством. В Конгресс поступили сотни тысяч таких петиций. В конце концов, в мае 1836 г. палата представителей приняла ряд резолюций, согласно которым Конгресс не имел права вмешиваться в политику штатов в отношении допущения или запрещения рабства на их территории и не должен был также принимать такие решения на остальных территориях, включая округ Колумбия. Кроме того, Конгресс впредь отказывался рассматривать какие-либо обращения относительно отмены рабства. Многие политические деятели, включая экс-президента Джона Куинси Адамса, считали, что эта резолюция противоречит первой поправке к Конституции США, запрещающей, в частности, ограничивать права граждан обращаться в Конгресс. Ограничения породили множество споров и были отменены лишь в 1844 г.

## Юг до войны

### Расизм

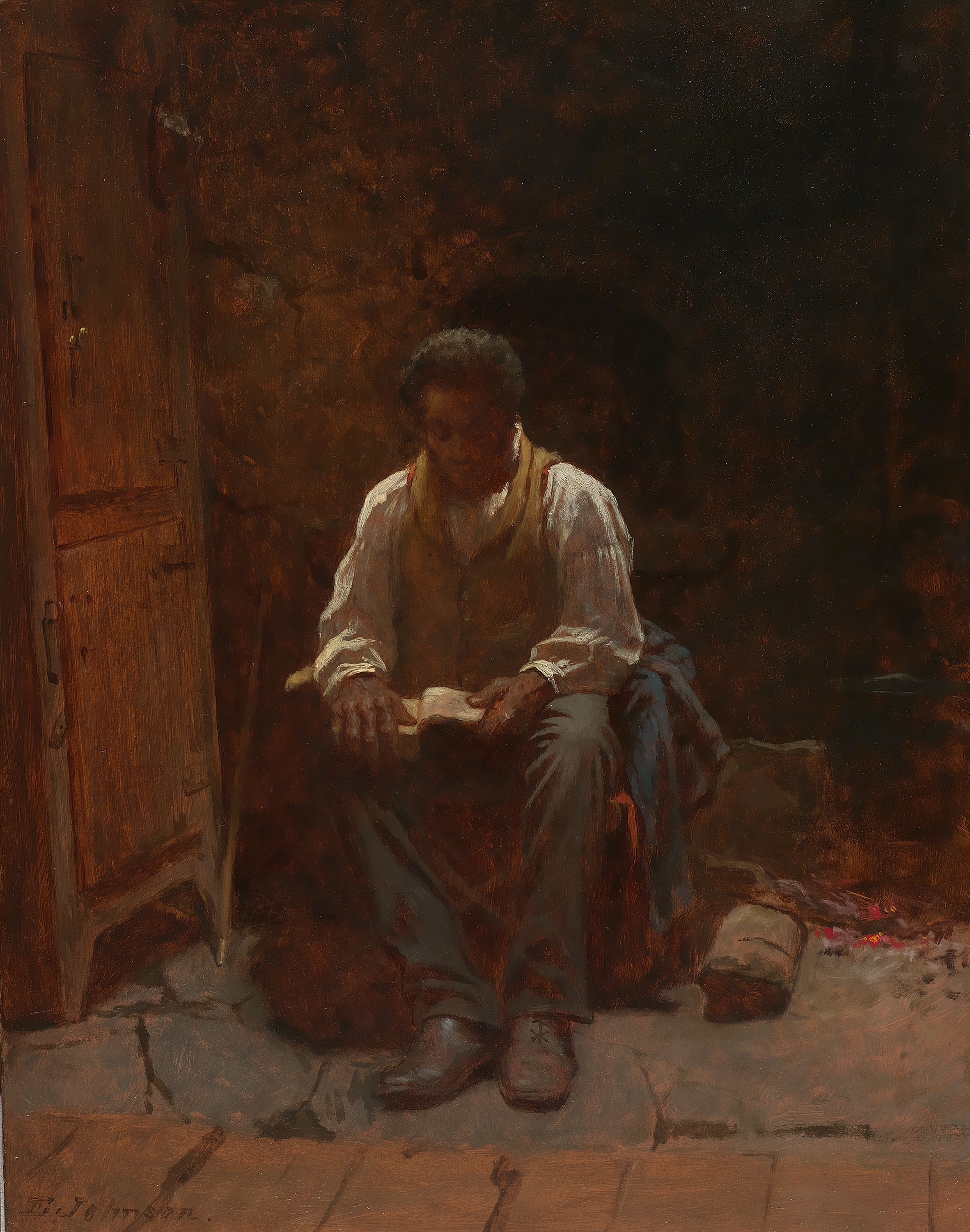
«Господь — пастырь мой». Одна из картин Истмена Джонсона, направленная против рабства

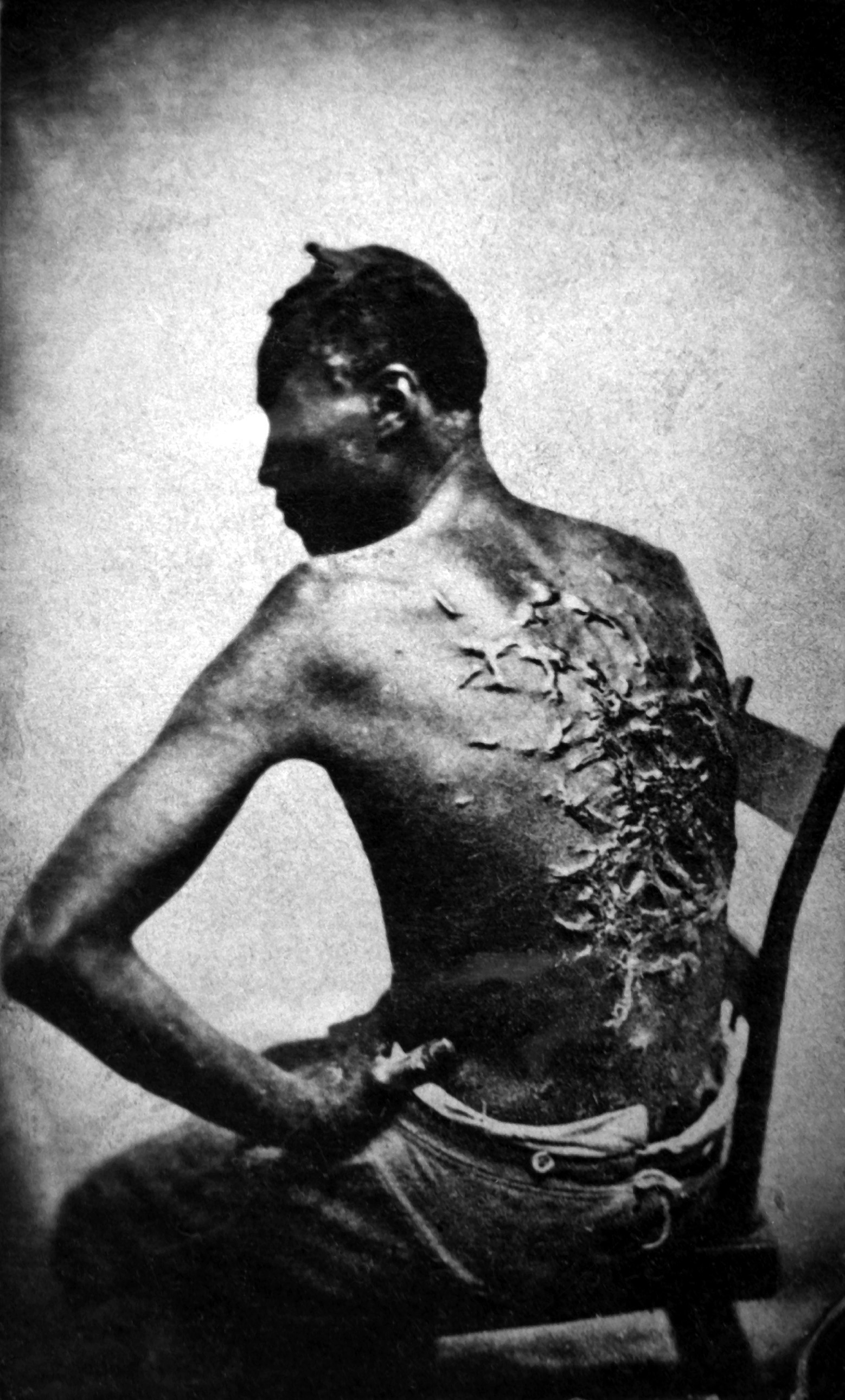
Известная фотография 1863 г.: раб, избитый надсмотрщиком. Жестокие репрессии в отношении рабов были популярной темой в литературе аболиционистов Севера.

Хотя рабами владела лишь небольшая часть населения Юга, институт рабства защищали южане всех классов.
Социальная структура Юга была основана на использовании рабского труда на крупных плантациях. В 1850 г. общее свободное население южных штатов составляло около шести миллионов человек, из которых рабами владели 350 тысяч, то есть почти 6 %. Среди рабовладельцев 7 % принадлежали права собственности на три четверти рабов. Крупнейшие рабовладельцы составляли высшую касту в социальной иерархии. Их положение зависело от площадей, занятых под плантации, и количества рабов, их обрабатывавших.
К 1850-м годам крупные плантаторы переконкурировали мелких фермеров Юга, и они с готовностью признавали политическое лидерство элиты плантаторов. Освоение новых земель на Западе давало им надежды когда-либо самим обзавестись плантациями и рабами. Кроме того, мелкие фермеры нередко были оголтелыми расистами. Принцип превосходства белой расы разделяли все слои белого населения Юга, что придавало рабству вид естественного и легитимного социального института, необходимого в цивилизованном обществе. Расизм на Юге поддерживала и официальная система законодательных актов, называемая «кодексы рабов», которая предусматривала, как рабам следует разговаривать и вести себя с белыми.
Например, белое население организовывало «патрули рабов» в составе нескольких человек, обязанностью которых было поддержание дисциплины среди рабов. Такие патрули на Юге были законными, и участие в них предписывалось каждому свободному белому мужчине с 16 лет. За неучастие в патруле налагался штраф. Патрули захватывали сбежавших рабов, предотвращали крупные собрания чернокожих, контролировали передвижения рабов по территории штата, обладали правом обыскивать жилища рабов, назначать наказания за провинности. Патрули также выполняли чисто полицейские функции, предотвращая кражи и другие преступления. В некоторых городах патрули значительно превосходили полицию по своим возможностям и количеству участников. В некоторых штатах именно рабские патрули послужили основой для последующей организации полиции.

### Экономическая и политическая сплочённость

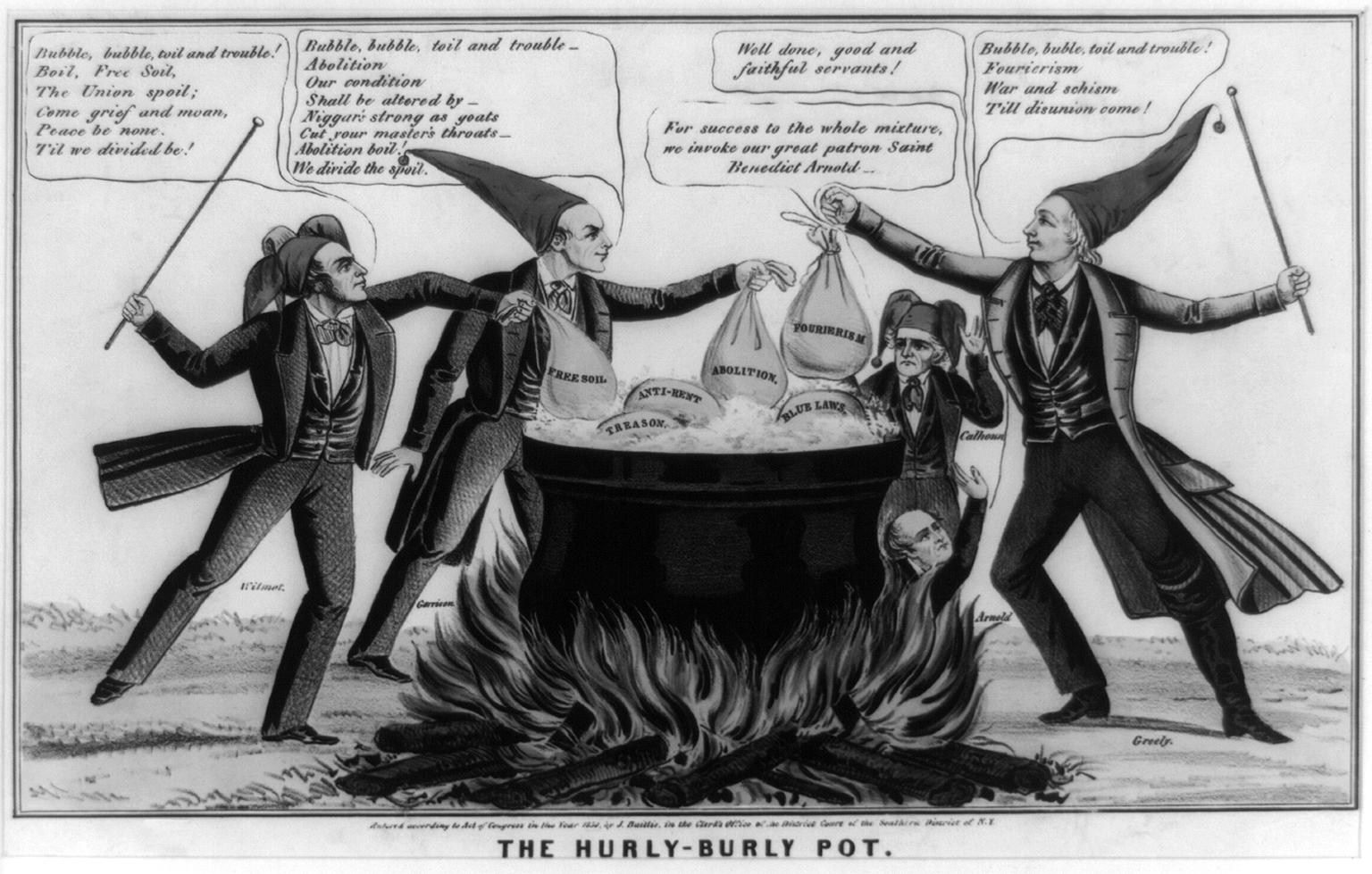
Аболиционисты, члены Партии свободной земли, северные политики и журналисты разжигают огонь войны. Карикатура южан, 1850 год

Немаловажным фактором сплочения расистского общества было и то, что многие мелкие фермеры были экономически зависимы от своих богатых и влиятельных соседей. К ним приходилось обращаться за сельскохозяйственными машинами, просить помощи с вывозом урожая на рынок, занимать деньги, скот или корма. Стабильный бизнес торговцев также зависел от состоятельных клиентов. Такая зависимость делала невозможной любую политическую активность, направленную против богатых плантаторов или просто ими не одобряемую. Тайного голосования в те времена не было (оно распространилось в США лишь в 1880-х годах), и просто факт подачи голоса не за того кандидата мог сделать человека отщепенцем и изгоем.
Южное общество было сильно милитаризировано, отчасти из-за специфического «рыцарского культа», отчасти из-за страха перед восстанием рабов. В регионе было чрезвычайно развито военное дело: существовало много военных колледжей, академий. С шестнадцати лет все белые мужчины участвовали в патрульной службе. Всё это приводило к чувству приемлемости насилия, воинственности‚ любви к славе‚ дуэлям. 

 На Юге появился рыцарский культ‚ выразившийся в исключительно развитом чувстве чести и гордости, милитаризме, идеализации женщины, местном национализме. Честь определяла этические нормы южан и стояла порой выше богатства … В предвоенные годы плантаторы считали себя рыцарями. Одна из военных песен имела припев: «Рыцарский, рыцарский мы народ». — И. М. Супоницкая «Северянин и Южанин»
Кампания аболиционистов в прессе Севера, направленная против рабства и нравов южного общества, также была для последнего поводом для сплочения против общего врага, а экономическая зависимость Юга от северных товаров подкрепляла готовность южан защищать интересы Юга в целом как свои собственные. Защита интересов рабовладельцев южанами рассматривалась как защита конституционных прав и свобод белого человека. Победа на выборах кандидата республиканцев расценивалась ими как политическое поражение Юга и повод для защиты своей территории от федеральных органов власти, где теперь господствовали чужаки. Рост хлопковой индустрии требовал всё большего привлечения рабского труда, и это также обостряло ситуацию на Юге.
Ускоренный рост населения Севера также расценивался на Юге как угроза. Из восьми европейских иммигрантов семь ехали на Север, так как этому способствовала уже налаженная инфраструктура миграции (пароходные линии из Европы, таможня, миграционное законодательство) и Север считался более привлекательным для трудоустройства. Миграция населения внутри США также складывалась не в пользу Юга: с Юга на Север перебиралось вдвое больше белого населения, чем с Севера на Юг. Южные газеты писали, что Север и Юг — это «…не просто два разных народа, это два враждебных и соперничающих народа». «Мы не хотим революции… Мы не участвуем в донкихотской борьбе за права человека… Мы консерваторы».

### Влияние рабства на экономическую и политическую ситуацию в южных штатах

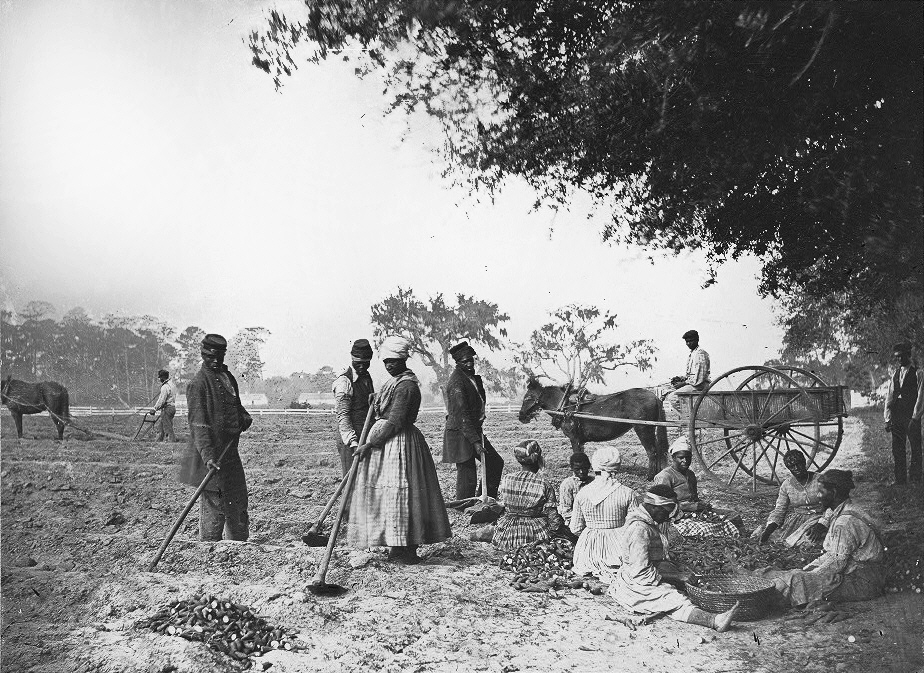
Рабы на плантации Кассина-Пойнт.

Несмотря на то, что южные штаты изначально считались богатейшими регионами США, опора исключительно на рабский труд постепенно сделала экономику Юга отсталой в индустриальном плане по сравнению с северными штатами. Американский исследователь Джеффри Уильямсон подсчитал, что, несмотря на то, что в 1774 году южные колонии имели в два раза больший доход на душу населения, чем их северные соседи, в течение XIX века этот показатель стремительно снижался и к началу Гражданской войны Юг был значительно беднее Севера. В 1860 г. Север вдвое превосходил Юг по численности населения, почти втрое по протяжённости железных дорог, ему принадлежало 90 % национальной промышленности. Как отмечал Алексис де Токвиль в своей работе «Демократия в Америке»:
Колонии, в которых не существовало рабства, становились населённее и богаче, чем те, где оно существовало. Постепенно возникло понимание того, что кабала не только жестока по отношению к рабу, но и гибельна для хозяина

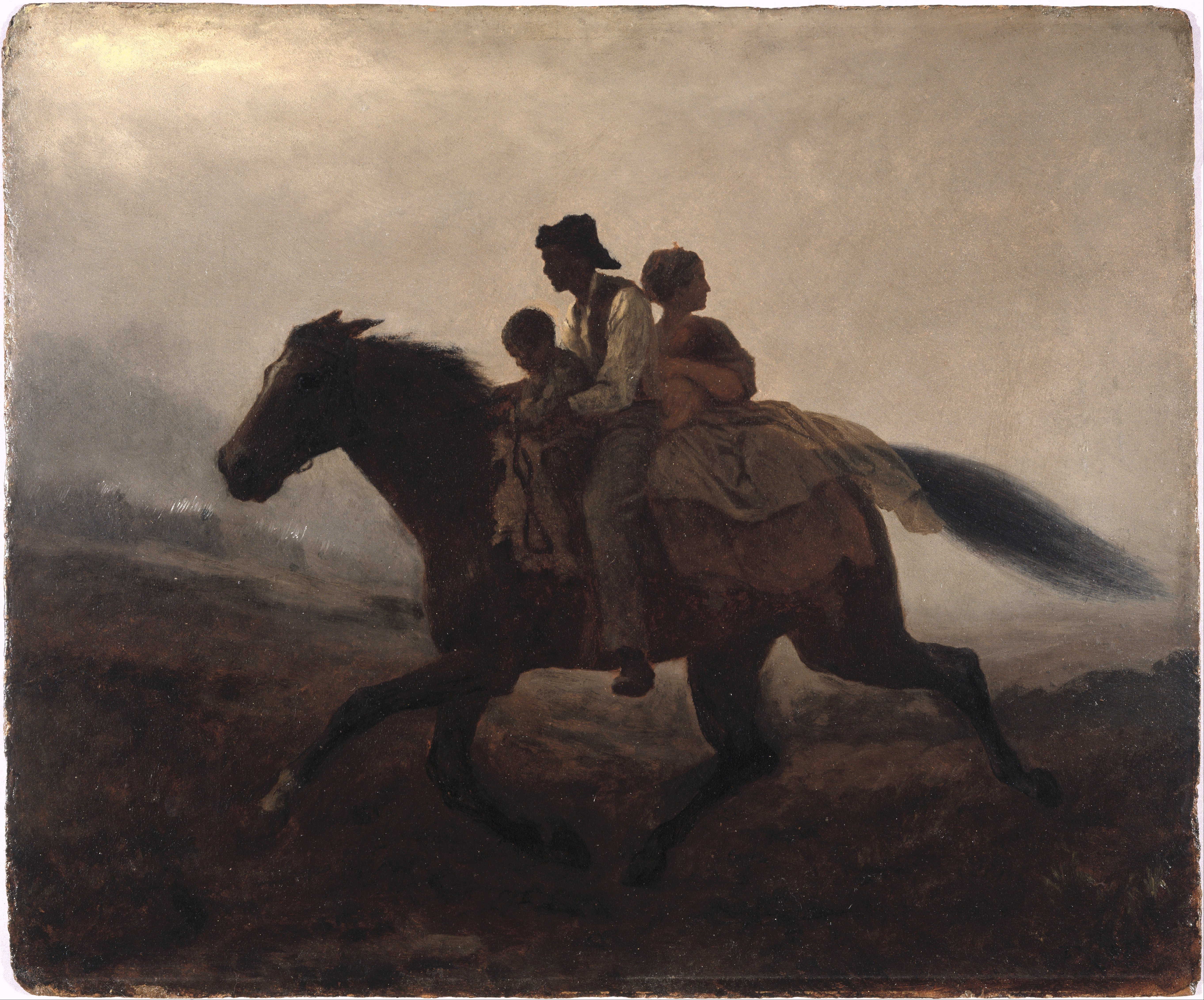
И. Джонсон «Бегство к свободе»

 Из-за применения рабского труда замедлялось внедрение техники, машин, передовых методов ведения сельского хозяйства. На Юге медленно развивались промышленность, города, транспорт, а фермеры не могли перейти к товарному производству. Хищническая эксплуатация истощала землю, делая необходимым для продолжения хозяйства обработку всё новых территорий. Поэтому рабовладельцы стремились захватить новые земли на западе и расширить территорию рабовладения. Также плантационную систему подтачивало активное сопротивление негров-рабов. Наряду с восстаниями характерной формой сопротивления рабов были побеги. На помощь беглецам приходили аболиционисты. В результате производительность труда негров-рабов была чрезвычайно низкой, хозяевам приходилось содержать огромный штат надсмотрщиков для наблюдения за ними. Однако выращивание хлопка на плантациях по-прежнему оставалось прибыльным делом: к 1861 году экспорт хлопка составлял примерно 50 % всего экспорта США, в то время как промышленные товары составляли только 14 % экспорта. При этом 3/4 белого населения южных штатов не имели рабов, а основную часть жителей Юга, как и Севера, составляли мелкие фермеры-землевладельцы, которые не могли играть заметной роли в экономической и политической жизни Юга при существовании крупных рабовладельческих землевладений. Именно поэтому, по словам экономиста Томаса Соуэлла, негативные экономические аспекты рабства отражались прежде всего не на рабах, но на простых южных фермерах, большинство из которых вовсе не имело рабов.
Таким образом, несмотря на то, что крупные плантаторы составляли ничтожно малый процент населения — именно они определяли политическое и экономическое направление развития южных штатов. Фактически в США сложилось две социально-экономических модели: Север — с господством мелкой земельной собственности, широким средним слоем населения (фермеры, мелкие предприниматели), политической демократией и Юг — с крупным землевладением (хотя и не преобладавшим), высокой концентрацией богатства, социальной поляризацией и, следовательно, политическим олигархизмом.
При этом, по утверждению американского социолога Баррингтона Мура экономические проблемы не были неустранимыми, а отделение Юга лишь увеличило бы их количество. Таким образом причинами войны Мур предлагает считать не экономическую ситуацию, а коллапс прежней политической системы и, как следствие, отсутствие возможности у сторон выработать компромиссы по основополагающим вопросам, а саму Гражданскую войну рассматривать как ценностный и нравственный конфликт.
Экономика Юга была несомненно эффективней и рабство пришлось уничтожать войной и законами. Некоторые учёные, например Роберт Фогель и Стенгли Энгерман, считают, что это частично опровергает теорию Адама Смита о неэффективности рабства.
Именно гражданская война и отмена рабства нанесла южным штатам тяжёлый экономический урон, привёдший к деградации промышленности, полнейшего упадка плантационной системы хозяйства, развала финансовой и транспортной систем. В результате отставания, по подсчётам американского историка и экономиста Гэвина Райта, экономические показатели южных штатов сравнялись с северными только в 1930-х годах после реформ в трудовом и земельном законодательствах. При этом ещё в 1960-е годы экономическую отсталость на Юге отождествляли с наследием рабовладельческого хозяйства.

## Межрегиональные противоречия и становление массовой политики
Голос Свободного Человека возвысился не для расширения свобод чёрного человека, а для защиты свободы белых.Оригинальный текст (англ.)The cry of Free Man was raised, not for the extension of liberty to the black man, but for the protection of the liberty of the white.
— Фредерик Дуглас

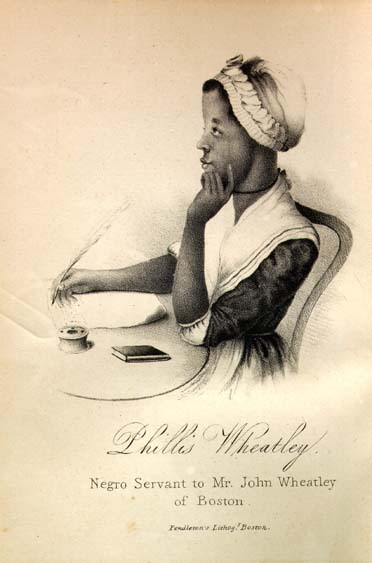
Стихи Филлис Уитли использовали в качестве аргумента наличия чувственной души у негритянского населения

К 1850 м годам расширение избирательных прав и распространение массовой политики привело к расшатыванию прежней двухпартийной системы, беспрецедентному расширению участия масс в политической жизни и превращению политики в один из самых существенных компонентов массовой культуры Америки, которая не идёт ни в какое сравнение с современностью. Политика того времени была одним из развлечений, политические мероприятия сопровождались парадами, митингами, политические лидеры были яркими личностями и фокусировали в себе популярные ценности, надежды и интересы толпы. В 1860 г. в выборах участвовало 84 % избирателей. Кроме республиканской в середине 1850-х годов появился ещё ряд партий, вскоре исчезнувших: антинебраскианцы, фьюзионисты, ничего-не-знающие, кое-что-знающие, умеренные, ромовые демократы, индусы и пр. К 1860 г. республиканцы контролировали большинство штатов Севера, демократы были как на Севере, так и на Юге, кроме них на Юге были ещё другие партии и коалиции, как правило, поддерживавшие партию конституционного единства. Большинство населения южных штатов склонялось к отделению от США, но общественное мнение, хотя и не протестовало против самой идеи отделения, не допускало отделения без сотрудничества с другими штатами. В результате в законодательных собраниях южных штатов до 1860 г. доминировали юнионисты, голосовавшие против отделения.

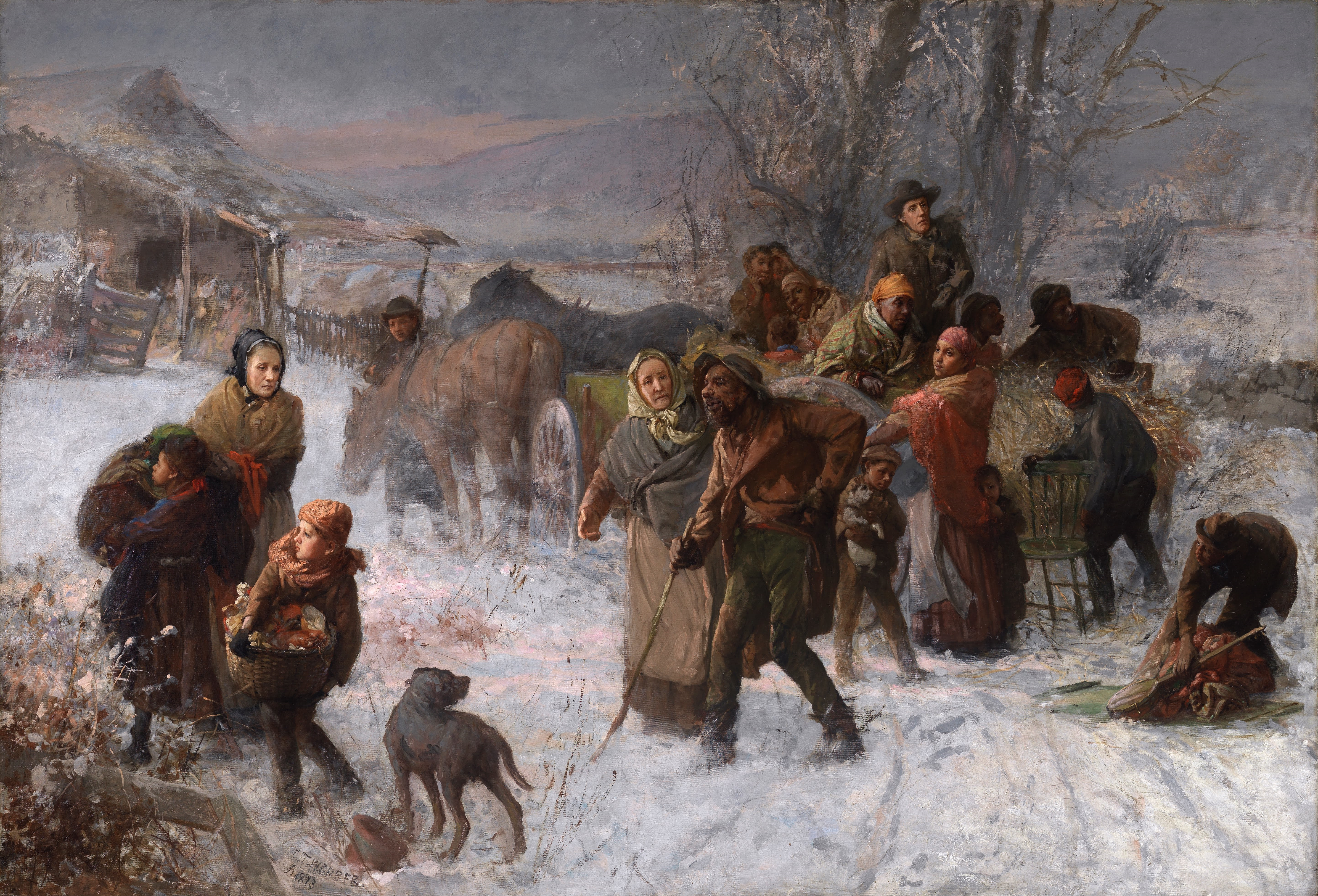
Организованное бегство рабов на север «Подземная железная дорога» на картине Ч. Веббера

Некоторые историки считают, что одной из причин войны был сговор финансовой верхушки промышленного Северо-Востока с аграрным Средним Западом против Юга. Однако другие указывают, что большинство мелких и средних бизнесменов Севера в 1860—1861 гг. были против войны.
В то время как на Севере в XIX в. идеология эксплуатации вольнонаёмного труда стала преобладающей, на Юге его характеризовали не иначе как «грязных механиков, мерзких операторов, криворуких фермеров и помешанных теоретиков». Законы о распределении свободных земель на Западе под фермы южане резко критиковали, справедливо считая, что мелкие фермеры будут очень сильными конкурентами крупных землевладельцев и рабовладельцев, в то время как рабов и рабовладельческие хозяйства южане считали более цивилизованными, чем фермеров и фермерские хозяйства.
Религиозные взгляды на рабство на Севере и на Юге были диаметрально противоположными, хотя обе стороны основывали свои доводы на одном и том же тексте Библии короля Якова. Её содержание интерпретировали как применимое непосредственно к американской реальности, а не в контексте исторического периода, от которого США отделяли тысячи лет. В такой интерпретации считалось, что Библия оправдывает рабство. Например, патриарх Авраам имел многочисленных рабов (Gen 12:5; 14:14; 24:35-36; 26:13-14, здесь и далее даны ссылки на Библию короля Якова), и рабство было позже узаконено Моисеем (Lev 25:44-46). Иисус никогда не выступал против рабства и даже считал его моделью дисциплины (Mk 10:44). Апостол Павел поддерживал рабство и требовал, чтобы рабы повиновались своим господам (Eph 6:5-9; Col 3:22-25; 1 Tim 6:3; 1 Cor 7:20-24; Phlm 10-20). Проклятие Хама Ноем расисты считали причиной подчинённого положения чернокожих потомков Хама (Gen 9:18-27), а аболиционистов обвиняли в неверии и отрицании библейских истин в угоду светской идеологии эпохи Просвещения.
Протестантские церкви США, не находя единогласия по поводу рабства, раскололись: методисты в 1844 г., баптисты в 1845 г., пресвитериане в 1857 г.. Церковный раскол считают одним из предшественников общего раскола нации. Трагедией гражданской войны считают то обстоятельство, что наиболее авторитетными теологами в то время считались полководцы Севера и Юга.
Аболиционисты, в свою очередь, опирались на движение за реформы американского общества, называемое Второе Великое пробуждение, которое набрало силу в США в 1830—1840-х годах, в разгар индустриализации, и также имело глубокие религиозные корни. Само слово аболиционист имело в то время несколько значений. Кроме радикальных аболиционистов, таких как Уильям Ллойд Гаррисон и Фредерик Дуглас, требовавших немедленной отмены рабства, были умеренные, предлагавшие поэтапное освобождение рабов. Часть политиков, включая экс-президента Джона Куинси Адамса, выступала против рабства, не примыкая ни к каким организованным группам и обществам. В частности, в 1841 г. Адамс представлял интересы рабов в Верховном суде во время процесса против восставших на борту испанской шхуны «Амистад» и предлагал считать их свободными.. Неприятие рабства стремительно возрастало: если в 1830-е гг. только немногочисленные аболиционисты требовали отмены рабства по моральным соображениям, то в 1840-х гг. движение за нераспространение рабства стало массовым и приобрело политический характер. В 1847 г. аболиционизм поддерживало 5 % северян, а запрещения распространения рабства требовало более 66 %, считавших рабство тормозом развития страны. На Юге между этими группами не видели никакой разницы. Так или иначе, все они считали, что для Бога все равны, чернокожие рабы имеют такую же душу, как и белые, и порабощение одних людей другими противоречит воле Всевышнего, даже если оно не противоречит законам, принятым людьми.

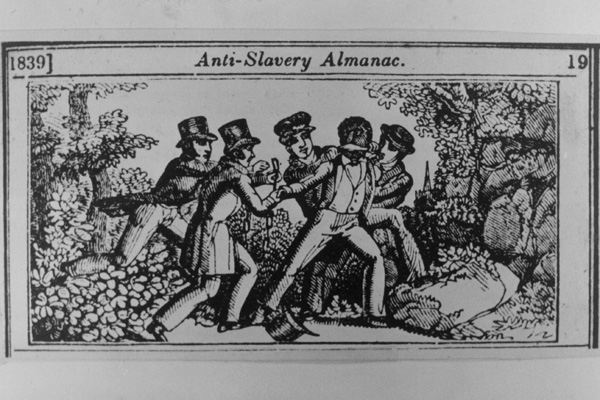
Поимка беглого раба патрулём южан. Гравюра из Альманаха против рабства (1839 г.)

Отношение к рабству на Юге также претерпело изменения. Поначалу южане разделяли убеждение в том, что рабство является злом, но в настоящее время злом «необходимым», однако с течением времени, по мере укрепления плантационного хозяйства и усиления нападок аболиционистов южные идеологи разработали концепцию «позитивного блага», которая неизбежно привела их к оправданию так называемого «абстрактного рабства» как универсального института социальной организации общества, в результате чего рабство было провозглашено «величайшим нравственным, общественным и политическим благом — как для раба, так и для его хозяина».
Ещё более обострились противоречия между Севером и Югом после принятия закона о беглых рабах (1850 г.), разрешавшего патрулям южан преследовать рабов на территории северных штатов, а также при обсуждении Остендского манифеста. Закон не только оговаривал серьёзное наказание для бежавшего раба и укрывшего его человека, но и предусматривал тюремное заключение для тех, кто не содействовал поимке бежавшего раба. Для того чтобы комиссар признал раба беглым, достаточно было, чтобы любой белый заявил и подтвердил под присягой, что данный негр — бежавший от него раб. Закон послужил причиной массового бегства чернокожего населения в Канаду. Особое недовольство у северян вызывало то, что закон изымал вопрос о беглых рабах из юрисдикции самих северных штатов, чем фактически ставил федеральные органы суда выше судебных инстанций северных штатов. В Бостоне, начиная с 1851 г. были организованы отряды самообороны, получившие название «Бостонского комитета бдительности» силой препятствовавшие отрядам южан задерживать чернокожих. Аналогичные «комитеты бдительности» были организованы и во многих других городах Севера. Расширилась деятельность «Подземной железной дороги».

## Вопрос о рабстве на территориях, приобретённых у Мексики
Вскоре после начала Американо-мексиканской войны в США начались дискуссии по поводу допущения рабства на территориях, которые могут быть присоединены по её итогам.
Ещё в начале войны, в 1846 году, конгрессменом от Пенсильвании Дэвидом Уилмотом была предложена поправка к законопроекту о выделении денежных средств для переговоров с Мексикой, которая содержала условие, согласно которому приобретения США каких -либо территорий у Мексики предполагала отказ от введения на них рабства. Поправка была отвергнута Конгрессом. Однако вопрос о статусе новых штатов оставался открытым. Сразу после окончания войны часть деятелей Демократической партии во главе с недавним президентом США Ван Бюреном образовали «партию Свободной земли», целью которой провозглашался полный запрет рабства на новых землях. Дебаты о статусе новых штатов были одними из самых «горячих» в истории США, однако в конце концов стороны смогли прийти к компромиссу (условно называемому «Компромиссом Клея»). Калифорния была принята в Союз как свободный штат; территории Нью-Мексико и Юта организовывались без ограничений для рабства — вопрос о нём должно было решать само население; в округе Колумбия запрещалась работорговля; зато новый закон о беглых рабах позволял преследовать их даже в штатах Севера.

## Гражданская война в Канзасе

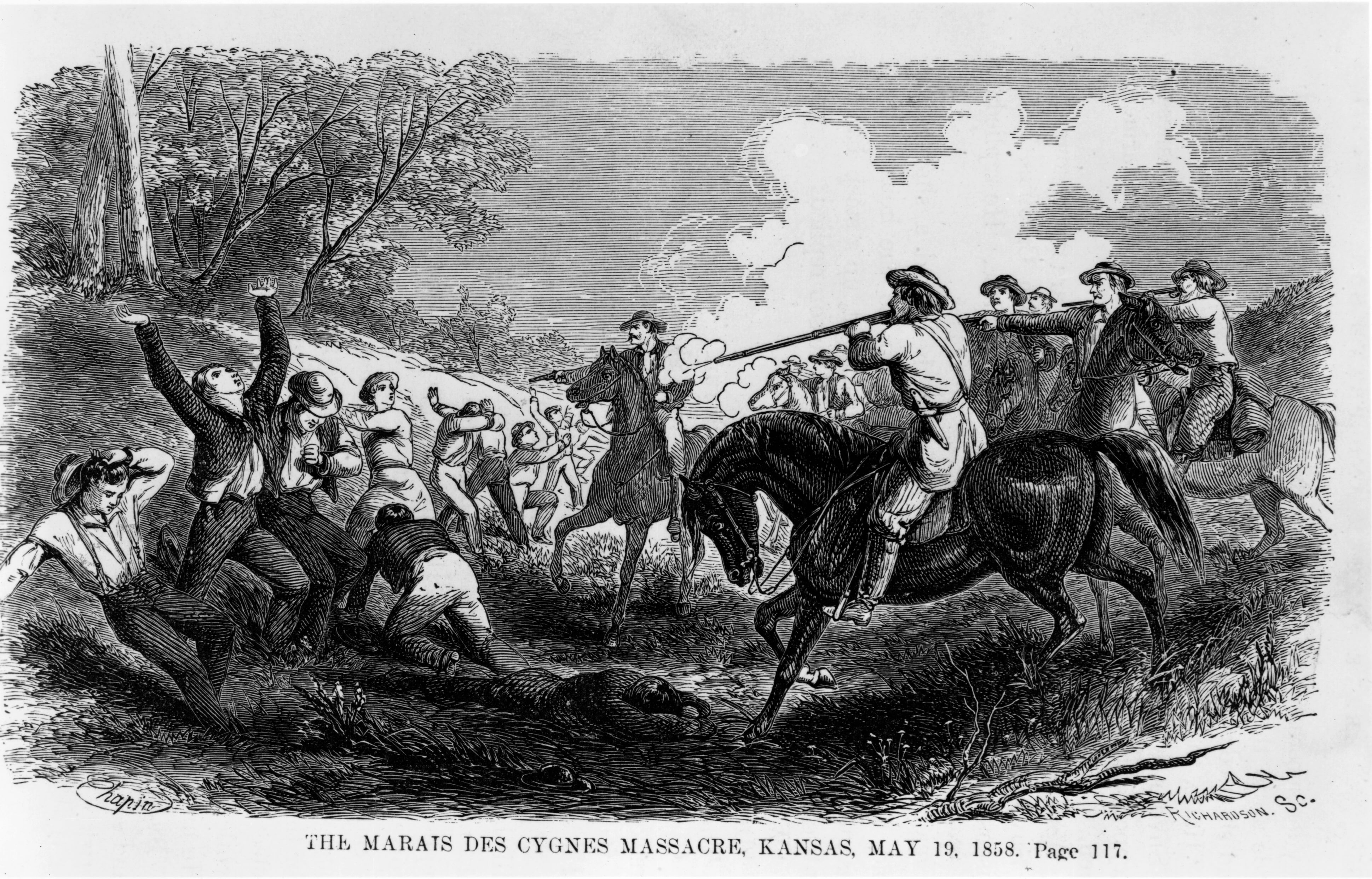
Расстрел противников рабства в Канзасе в 1858 году

Конфликт между интересами северных и южных штатов обострился к 1850 г. в связи с присоединением территорий, завоёванных у Мексики. Рабовладельцы согласились на принятие в Союз Калифорнии в качестве свободного штата (то есть с запрещением в нём рабства), но в виде компенсации за это провели закон, обязывавший власти северных штатов задерживать беглых рабов и возвращать их хозяевам. В 1854 году конфликт вновь обострился в связи с образованием новых штатов Канзаса и Небраски. Конгресс передал решение вопроса о рабстве на их территории на усмотрение местного населения. Конфликт в Конгрессе США по поводу новых штатов привёл к расколу двухпартийной системы и, в 1854 году, была создана Республиканская партия, отстаивающая антирабовладельческие взгляды. С самого начала в республиканской партии существовали разногласия по поводу её программы. Консервативное крыло желало лишь запрета распространения рабства на свободные штаты, в то время как радикалы требовали полной отмены рабства и уравнивания негритянского населения в правах с белыми.

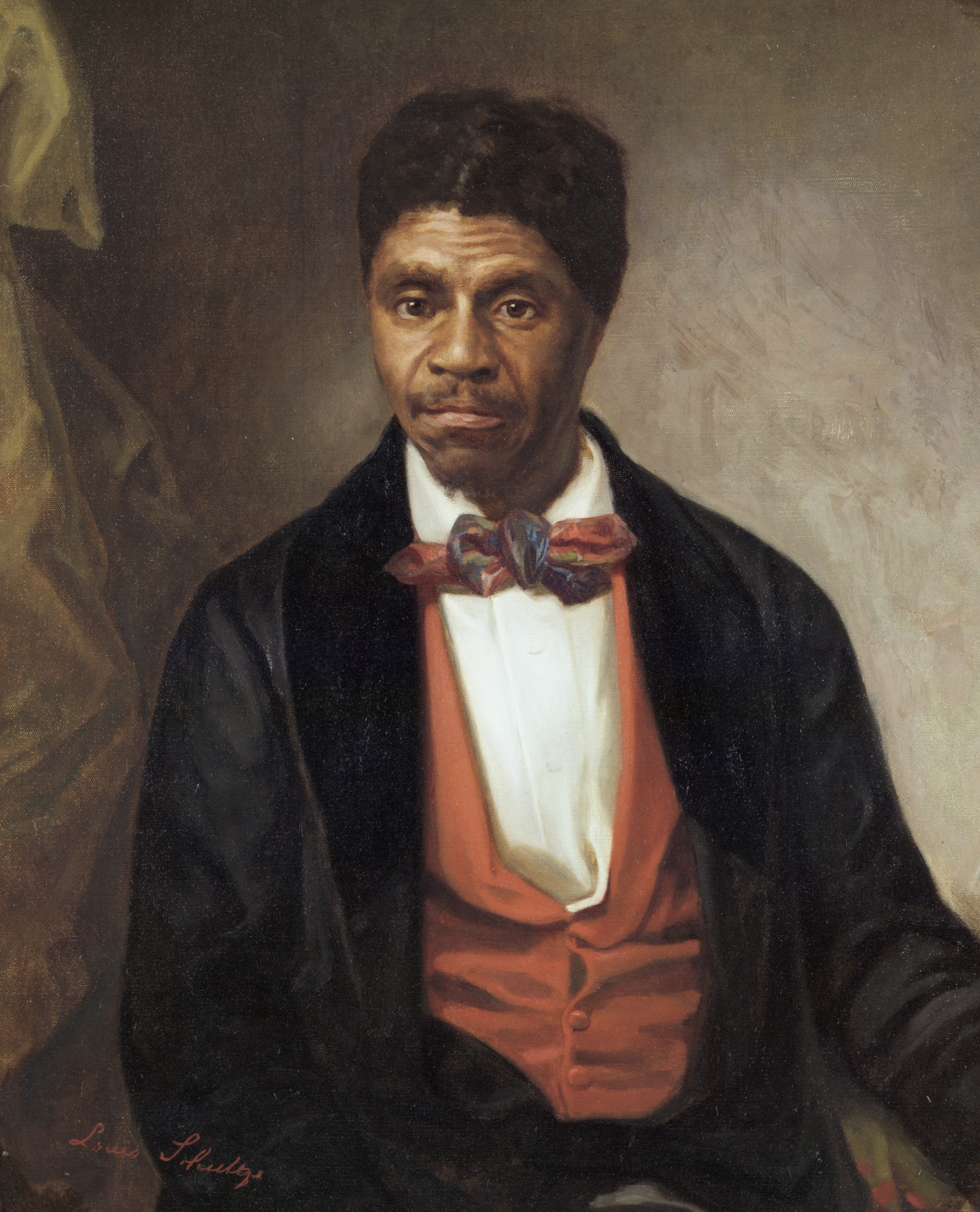
Дело Дредда Скотта, проигравшего суд против своей хозяйки, фактически утвердило законность рабства на всей территории США

Рабовладельцы и их сторонники из соседнего Миссури и других рабовладельческих штатов в большом количестве направились в Канзас, чтобы участвовать в голосовании и ввести там рабовладельческую конституцию. Однако из северных штатов тоже прибыло много людей, желавших разделить между собой земли Канзаса под мелкие фермы. В 1855 году между противоборствующими группировками начались вооружённые конфликты, которые переросли в настоящую гражданскую войну в пределах отдельного штата. Партизанские отряды под руководством Джона Брауна, Джеймса Монтгомери и других разгромили и обратили в бегство своих противников Прогрессивные силы всей страны оказывали моральную и материальную поддержку противникам рабства в Канзасе, в то время как направленные в регион федеральные войска систематически помогали рабовладельцам.
В большинстве вооружённых столкновений предметом противоборства было распределение земли, а не какие-либо политические или социальные проблемы, противоречия между Севером и Югом или вопрос о рабстве. Южане считали Канзас своей территорией, на которую незаконно вторглись северяне, не заботившиеся о юридическом оформлении своих имущественных прав, а северяне обвиняли крупных землевладельцев-южан в том, что они приобретают земли, не имея намерения на них селиться. Но деятельность радикальных аболиционистов, в особенности Джона Брауна, придала этому конфликту идеологическую направленность. Браун считал северян орудием, которым Бог сокрушит рабство. В таком виде конфликт и освещала американская пресса. Как на Севере, так и на Юге вооружённый конфликт в Канзасе был воспринят как открытая агрессия со стороны идеологического противника, и вопрос о рабстве стал главным на президентских выборах 1856 года.
Тем не менее, республиканская партия за два года своего существования ещё не собрала достаточного количества сторонников, а остальные партии придерживались либо умеренных взглядов, либо поддерживали рабовладение. В результате позиции рабовладельцев в конгрессе и федеральном правительстве ещё оставались очень сильными, и в 1856 году они добились избрания на пост президента своего ставленника Бьюкенена. Прочными были позиции рабовладельцев и в Верховном суде, где им принадлежало большинство голосов. В 1857 году Верховный суд вынес решение по делу негра Дреда Скотта, который, переселившись со своим хозяином на Север, то есть в пределы штатов, где рабство было запрещено, на этом основании требовал своего освобождения; Верховный суд в угоду рабовладельцам постановил, что переселение раба в свободный штат не влечёт за собой его освобождения. Решение Верховного Суда по делу Дреда Скотта фактически перечёркивало Миссурийский компромисс 1820 г., подтвердив законность рабства на всей территории страны.
Однако в Канзасе упорное сопротивление свободных фермеров вынудило Конгресс к 1859 году признать штат свободным от рабства.

## Восстание под руководством Джона Брауна

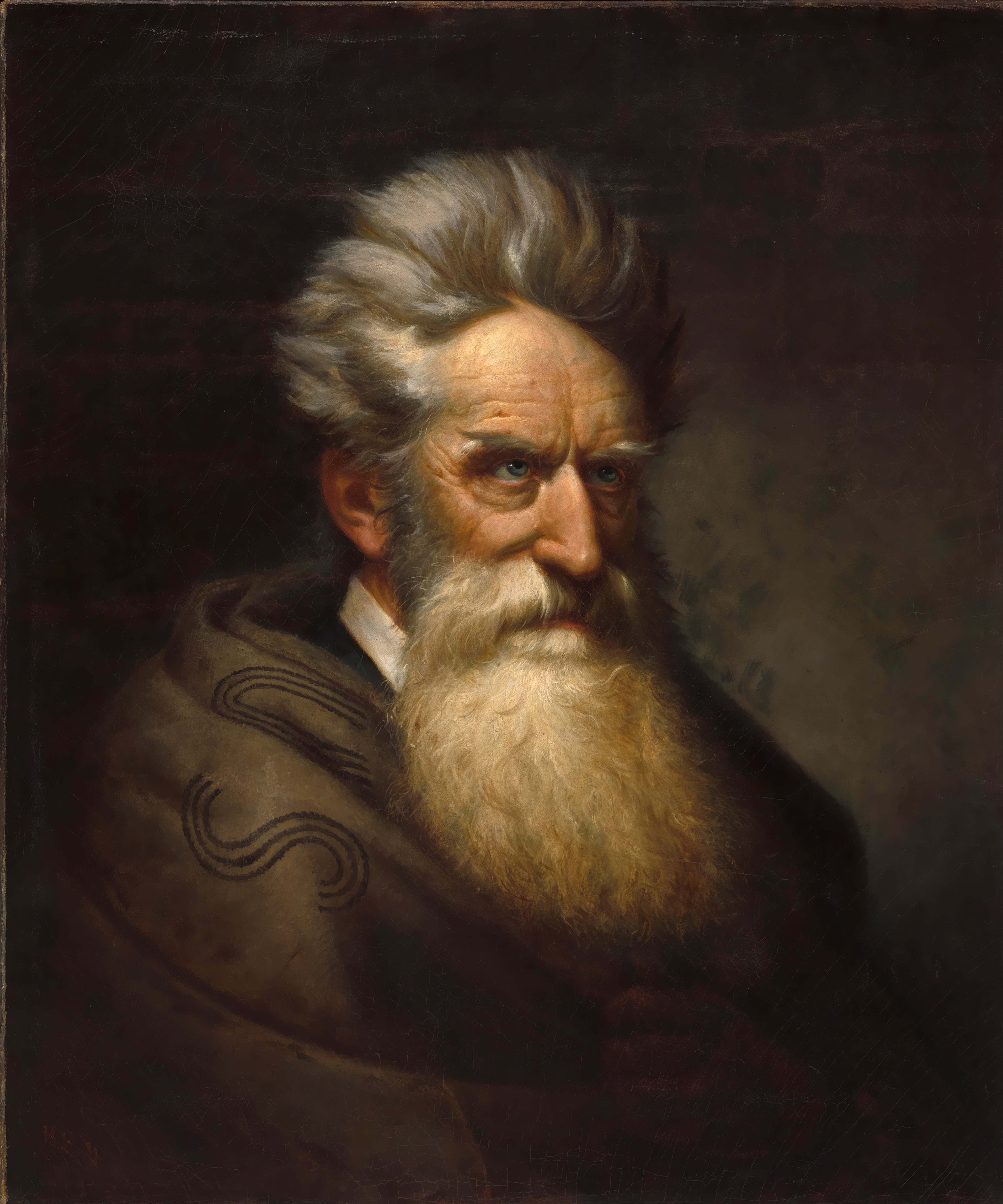
Портрет Джона Брауна кисти Оле Хансена Боллинга

В октябре 1859 г. фермер из штата Канзас, активный деятель левого крыла аболиционистов по имени Джон Браун поднял антирабовладельческое восстание в штате Вирджиния. Браун был фанатичным приверженцем пуританства и питал непримиримую ненависть к рабству. Перед этим Браун выпускал многочисленные антирабовладельческие памфлеты, участвовал в деятельности «подземной железной дороги». В 1855—1856 активно участвовал в Гражданской войне в Канзасе. К концу 50-х у него созрела идея организовать восстание и создать в Аллеганах антирабовладельческое государство. В ночь на 16 октября 1859 г. Джон Браун с отрядом из 22 человек (включая 5 негров) захватил огромный правительственный арсенал в городке Харперс-Ферри (рабовладельческий штат Виргиния), в котором хранилось 100 000 ружей. Браун рассчитывал, что его выступление всколыхнёт окрестных рабов. Однако этого не произошло. Вскоре арсенал был окружён рабовладельческой милицией, а на следующий день прибыли регулярные войска из Вашингтона. Десять человек из числа повстанцев погибло, включая двух сыновей Джона Брауна, а сам он был тяжело ранен. После 36-часовой осады Браун и его отряд сдались. Представленный на суд в Чарльстоуне, он был обвинён в государственной измене и 2 дек. 1859 был повешен.
В предсмертном послании Брауна говорилось: «Я, Джон Браун, теперь совершенно уверен, что только кровь смоет великое преступление этой греховной страны; я напрасно ранее тешил себя мыслью, что этого можно достигнуть без большого кровопролития…» Суд над Брауном сопровождался жаркими дебатами в американской прессе, отражая глубокий раскол между Севером и Югом. На имя губернатора Вирджинии приходили сотни писем с требованием помилования Джона Брауна, а также с угрозами. Северные памфлеты призвали всех честных христиан молиться за Джона Брауна, писатель Генри Торо организовал многолюдный митинг, на котором заявил, что Браун и те, кто пошёл с ним на смерть, были лучшими из людей, строились планы по освобождению Брауна. Вести о восстании Джона Брауна вызвали широкое волнение в американском обществе, атмосфера противостояния накалилась, южные штаты начали создавать собственные вооружённые силы.

## Избрание Линкольна президентом. Мятеж рабовладельческих штатов

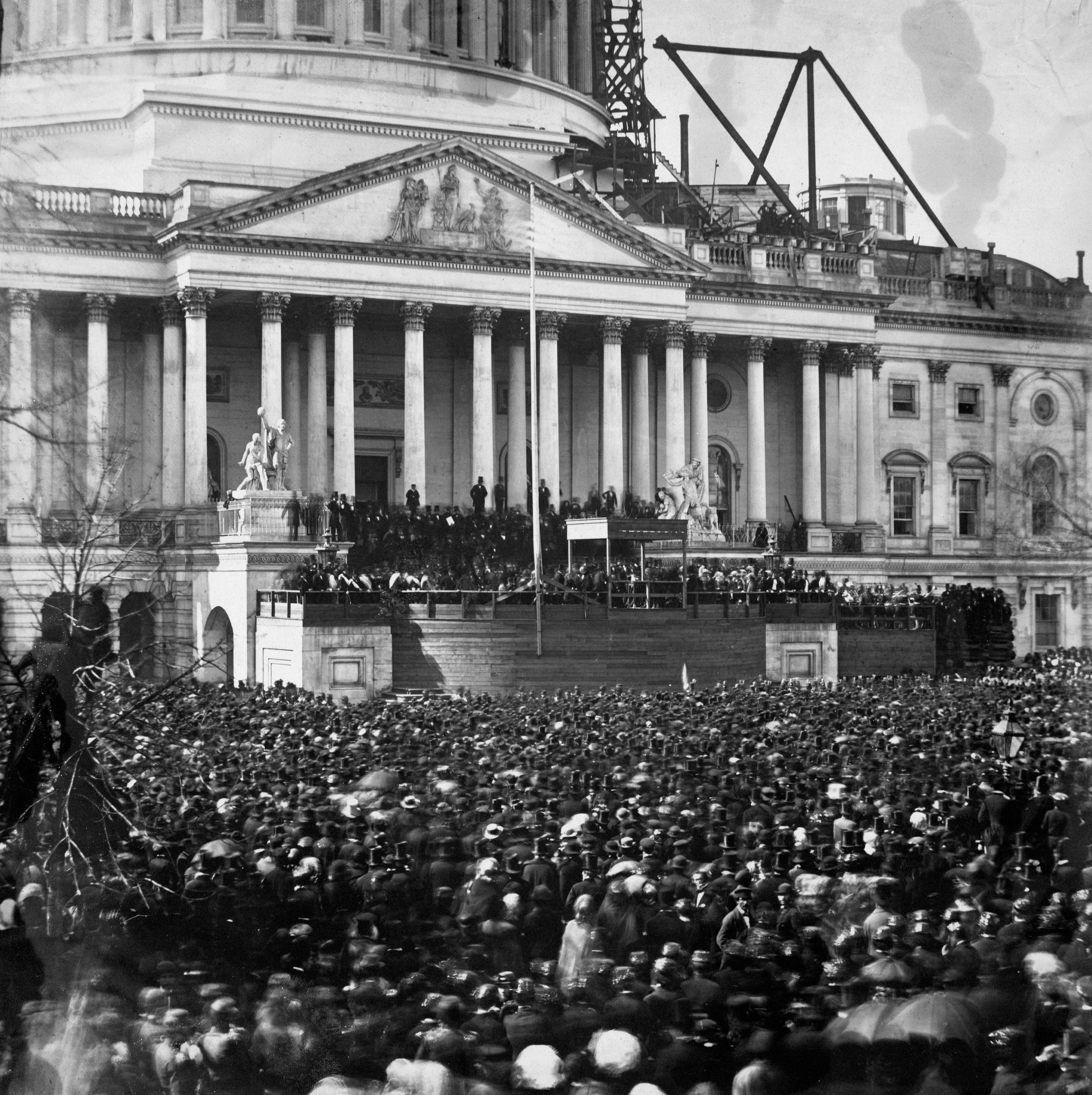
Инаугурация Линкольна в 1861 году

На президентских выборах 1860 г. развернулась ожесточённая борьба. Республиканская партия выступала с требованиями ограничения территории рабства, принятия закона о гомстедах (бесплатном наделении поселенцев на Западе индейскими землями), введения протекционистского тарифа. Её программу поддерживали крупные финансисты и промышленники, фермеры, рабочие, городская мелкая буржуазия и интеллигенция.
На пост президента был избран пользовавшийся большой популярностью в народных массах кандидат республиканцев, адвокат и публицист Авраам Линкольн (1809—1865). Линкольн происходил из бедной фермерской семьи штата Кентукки. Он испытал все тяготы и лишения трудовой жизни; работал приказчиком, подручным у столяра, железнодорожным рабочим, сплавщиком грузов, одно время владел небольшой лавкой, но вскоре разорился и занял должность начальника почты. Политическая деятельность Линкольна началась с 1834 г., когда он стал членом законодательного собрания штата Иллинойс. В 1847 г. Линкольна избрали членом конгресса от партии вигов. Уже в то время он был противником рабства негров, хотя и не требовал его немедленного уничтожения. Главной политической задачей Линкольн считал сохранение единства США и поэтому выступал против сепаратистских действий рабовладельцев Юга.
Избрание Линкольна президентом стало сигналом к выходу южных штатов из состава США. Рабовладельцы начали мятеж. 20 декабря 1860 г. штат Южная Каролина заявил о своём выходе из Союза штатов, за ним последовали другие рабовладельческие штаты. 4 февраля 1861 г. на съезде в городе Монтгомери представители шести отколовшихся штатов образовали Южную конфедерацию; президентом её был избран богатый плантатор Джефферсон Дэвис. Столицей конфедерации был объявлен город Ричмонд. В основе конституции, принятой рабовладельцами в Монтгомери, лежали расистские принципы, рабство негров провозглашалось «оплотом цивилизации».